# Henri de Kérillis
Henri Adrien Calloc'h de Kérillis, né le 27 octobre 1889 à Vertheuil-en-Médoc (Gironde) et mort le 11 avril 1958 à Long Island (États-Unis), est un militaire, journaliste, résistant et homme politique français. Il est pendant l'entre-deux-guerres une figure des « républicains nationaux » français, de la droite patriote.

## Biographie

### Famille
La famille Calloc'h de Kérillis est une famille d'ancienne bourgeoisie bretonne originaire de Saint-Vio, en Tréguennec, dans l'actuel département du Finistère. Yves-Laurent Calloc'h, sieur de Kérillis, né en 1721, était capitaine garde-côtes de Plounéour-Trez. Son fils, Charles-Félix Calloc'h, sieur de Kérillis, était notaire royal et procureur, maire de Quimper en 1770. Jacques Félix Calloc'h de Kerillis est député du Finistère.

### Carrière militaire
Fils de l'amiral Henri Augustin Calloc'h de Kérillis (1856-1940), Henri de Kérillis choisit la carrière des armes et entre dans la cavalerie. Il participe en septembre 1914, comme sous-lieutenant du 16e régiment de dragons, au raid de l'escadron de Gironde, durant lequel 40 dragons français détruisent une escadrille d'avions allemands au sol. Seuls 27 Français survivent, Kérillis étant le seul officier encore valide, quoique blessé.
Caché dans une ferme, il rejoint les lignes françaises après la bataille de la Marne. Passé dans l'aviation à cause de sa blessure qui l'empêche de se battre au sabre, il commande l'escadrille C 66, faisant de celle-ci une des premières escadrilles de bombardement de l'Histoire. Il mène notamment le raid meurtrier du 22 juin 1916 : en représailles à des bombardements allemands sur Paris et Bar-le-Duc (18 tués, 25 blessés dans la population civile, dont des femmes et des enfants) l'état-major français lui ordonne de bombarder la ville de Karlsruhe.
Les bombes tombent sur le cirque Hagenbeck et font 257 victimes dont 120 tués, en grande majorité des enfants. Ces pertes provoquent une grande émotion dans l'opinion publique mondiale, et le Grand Quartier général du maréchal Joffre doit rappeler qu'il s'agit d'une réponse aux raids allemands précédents.
L'effet dissuasif recherché est atteint puisque pendant un an, l'aviation allemande cesse ses raids sur des objectifs civils en France, qui ne reprendront que le 27 juillet 1917. Cependant, ce massacre sera reproché à Kérillis par ses adversaires politiques (notamment les communistes) après la guerre.
Après la guerre, il entre au sous-secrétariat à l'aéronautique où il est chargé de la surveillance de l'aviation de bombardement. Il devient ensuite cadre dirigeant des usines Farman.

### Journaliste et écrivain
Il collabore au quotidien parisien L'Écho de Paris après la Première Guerre mondiale. En 1924, il participe à la deuxième mission Gradis et publie deux ouvrages qui sont des comptes rendus de voyages autour du monde, vivants et bien documentés, De l'Algérie au Dahomey (1925) et Du Pacifique à la mer Morte (1931). Il y livre une vision du monde conforme à l'air du temps où il explique entre autres que l'octroi du droit de vote aux anciens esclaves des vieilles colonies en 1848 (Guadeloupe, Guyane, Martinique, La Réunion) a été une erreur. Son argumentaire se fonde sur l'exemple d’Haïti, pour récuser la possibilité que des hommes noirs puissent être électeurs[réf. nécessaire]. Suivent d'autres ouvrages consacrés à l'analyse de la crise politique internationale et aux problèmes politiques français, dont l'un avec Raymond Cartier : Faisons le point (1931).
Devenu directeur du service politique de L'Écho de Paris, il critique régulièrement les communistes, tout en s'alarmant de la montée du national-socialisme en Allemagne. Il subit les attaques des dirigeants de l'Action française et polémique avec eux. Il va en Italie en 1933 pour enquêter sur le fascisme, en admirateur de l'Italie et de Mussolini, tout en émettant des réserves sur le fascisme qualifié d'« arme dangereuse à plusieurs tranchants ». En 1934, s'étant rendu à Moscou, il en rapporte un ouvrage qui, tout en admettant l’intérêt de l'alliance franco-soviétique, en expose les risques sérieux, Paris-Moscou en avion. À la fin de l'année 1935, il s'inquiète de l'évolution de certains nationalistes (intellectuels, anciens combattants et hommes politiques tel son ami Georges Scapini) vis-à-vis de l'Allemagne, qu'il juge « alarmante ». En 1936, il publie Français, voici la guerre et un essai sombre en 1939 avec Raymond Cartier, Laisserons-nous démembrer la France. Il cosigne en 1937 le Manifeste aux intellectuels espagnols. En avril 1937, Henri de Kerillis attaque Cécile Brunschvicg suscitant la protestation de Germaine Malaterre-Sellier au directeur de L’Écho de Paris,.
Après le rachat de L'Écho de Paris, il joue un rôle déterminant dans la création du quotidien L'Époque, dont il est le co-directeur. Il y dénonce les Munichois et le néo-pacifisme de droite, celui notamment de Pierre-Étienne Flandin et de Charles Maurras, qui l'injurie en retour. Il se veut un nationaliste intransigeant, luttant contre l'anglophobie et le refus de l'alliance avec l'URSS. Il dénonce également l'antisémitisme et réclame de la part du gouvernement de la fermeté contre les menées du comité France-Allemagne, de Fernand de Brinon et d'Otto Abetz.
L'Époque cesse de paraître en 1940.

### Parcours politique
Il est membre du comité directeur de la Ligue des chefs de section, une association d'anciens combattants nationalistes et anticommunistes, dans la première moitié des années 1920. En 1926, aux côtés de Paul Reynaud, il est candidat aux élections législatives partielles de la Seine. Ils sont tous les deux battus.
S'étant rendu compte des manques en matière de propagande, il fonde cette année-là et anime le Centre de propagande des républicains nationaux qui a pour mission de préparer les campagnes électorales à venir, d'aider les candidats de droite dans toute la France et de diffuser les thèmes de propagande. Installé à Paris, au no 102 de la rue Amelot dans le 11e, le centre comprend une école d'orateurs sous la direction du professeur Émile Bergeron, cadre des Jeunesses patriotes, un service de documentation et d'archives destiné à fournir aux candidats aux élections des renseignements sur leurs adversaires, un service d'édition chargé de la confection de tracts, de brochures et d'affiches et enfin un service de presse à destination des périodiques de province.
En 1928, Kérillis ne se représente pas, et Reynaud est élu député à Paris. En 1932, il est candidat malheureux dans le 7e arrondissement de Paris, battu par un autre conservateur indépendant, René Dommange, mais il est élu conseiller général du département de la Seine.
En 1936, il est élu député de Neuilly-sur-Seine. À la Chambre des députés, il fait partie du groupe Indépendants républicains, présidé par Georges Mandel.

Attentif au danger allemand, il est l'un des deux députés non communistes (l'autre étant le socialiste Jean Bouhey) et le seul de droite à voter contre les accords de Munich en octobre 1938,. Lors des débats qui précédèrent le vote de la Chambre, il déclara notamment : 

« Messieurs, ceux d'entre nous qui eussent voulu qu'on trouvât beaucoup plus tôt la ligne de résistance aux prétentions allemandes, qu'on sauvât la Tchécoslovaquie et en même temps la paix, on les accuse d'avoir voulu la guerre. (…) Non messieurs, je ne voulais pas la guerre mais lorsque la guerre menace un pays, il ne faut pas donner l'impression de la craindre si on veut la faire reculer. (…) Cette paix consacre le triomphe d'Hitler, c'est-à-dire à la fois celui de l'Allemagne et celui du fascisme international. (…)  Je sais bien qu'il y a parmi nous des hommes pénétrés de patriotisme (…) qui espèrent que la France pourra vivre en paix, fière, libre, à côté de cette nouvelle et gigantesque Allemagne. […] Non ! N'espérez pas ! L'Allemagne est insatiable devant les faibles, l'Allemagne est impitoyable pour les faibles, l'Allemagne ne respecte que les forts et nous venons de lui montrer que nous ne l'étions pas ! (…) Vous croyez qu'elle va devenir douce et conciliante. Moi je crois qu'elle va devenir exigeante et terrible. Hitler nous a prévenus, dans Mein Kampf, que son but suprême était d'écraser la France »,. »

### De l'éloge du général de Gaulle à l'anti-gaullisme
Le 14 juin 1940, Paris est déclaré ville ouverte devant l'avancée allemande. Menacé d'arrestation pour ses positions germanophobes et ne pouvant plus rien faire pour son pays qui « mettait bas les armes », il fuit dans un avion piloté par son frère vers l'Angleterre.
Le 18 juin 1940, Kérillis est à Londres auprès du général de Gaulle à qui il offre ses services. Il part pour New York où il publie un ouvrage incisif et bien documenté sur la genèse du drame de 1940, Français, voici la vérité, en 1942. Il collabore, avec Geneviève Tabouis, à New York, au journal français Pour la Victoire. Défendant des idées proches de celles du gouvernement américain à l'époque, ses articles constituent dans un premier temps un éloge de la Résistance et du général de Gaulle. Très critique envers le maréchal Pétain et la collaboration, il est déchu de la nationalité française et condamné à mort par contumace par le régime de Vichy.
En 1943, alors que les communautés françaises d'Amérique se déchirent entre giraudistes et gaullistes, il supplie les deux généraux de s'entendre et de s'unir. Il finit par prendre parti en apportant son soutien au général Giraud, déplorant, selon ses mots, « l'intransigeance » qui lui semble venir surtout « du général installé à Londres plutôt qu' à Alger ». Lorsque de Gaulle s'impose finalement, il fait titrer « Le peuple français désavouera », affirmant que la concentration des pouvoirs civils et militaires entre les mains du général de Gaulle est contraire aux principes démocratiques. Au sein du journal et, entre De Gaulle et Kérillis, la rupture est définitive. Kérillis voue ensuite à de Gaulle une haine féroce. Dans une allusion à ce dernier, il écrit encore : « Ce que le maréchal Pétain a fait, sur le corps blessé de la République, d'autres soldats pourraient être tentés de le faire dans l'avenir, en abusant de leur prestige ou de la force armée qui leur a été confiée ». En outre, il est ulcéré par la présence des communistes dans le gouvernement provisoire. Il leur reproche leur approbation du pacte germano-soviétique d'août 1939 et d'avoir refusé de servir dans l'armée française.
Après la capture de son fils Alain, résistant et sous-lieutenant du Special Air Service par les Allemands et la Milice française, suivie de son exécution le 18 juillet 1944,, il met en cause la responsabilité personnelle du général de Gaulle et écrit un article violent, intitulé Pétain faisait mieux, qui n'est finalement pas publié. Son chagrin et son ressentiment furent résumés dans son livre intitulé De Gaulle dictateur, paru en 1945. Inconsolable, Il choisit de rester aux États-Unis, ne revenant qu'à de rares occasions en France et toujours dans la plus grande discrétion. Il se retire dans sa ferme de Long Island mais continue à correspondre avec ses amis restés en France, patrie dont il était « fou amoureux » selon Maurice Schumann. Le 5 mars 1958, il prédit : « L'homme de Colombey va revenir »,. 
Il meurt le 11 avril 1958. Son épouse Anne est morte quatre ans plus tôt à 63 ans.

### Hommage à son fils
Des hommages ont été rendus à son fils Alain, mort pour la France, d'abord par la promotion d’avril-juillet 1988 des élèves officiers de réserve du 4e Bataillon de l’École spéciale militaire de Saint-Cyr, qui l'a choisi comme parrain.  
Une place d'un village breton, Bieuzy-les-Eaux, porte son nom depuis 2017 en hommage aux parachutistes combattant les forces allemandes en 1944.

## Décorations
- Officier de la Légion d'honneur (1921) : radié par décret du régime de Vichy (juin 1941) puis réintégré à la libération[32]
- Croix de guerre 1914–1918 (5 citations)

## Citations
- « J'ai de la méfiance à l'égard des programmes et des doctrines. Je vois le péril socialiste : je le combats. Et je prends exemple sur Clemenceau : je fais la guerre. »
- « Avant ma classe sociale, il y a la France. Avant le capitalisme, il y a la France. Avant notre régime politique, il y a la France. Avant toutes mes préférences idéologiques, il y a la France… Ne plus placer la France au-dessus de tout, voilà la décadence ! »
- « Le régime de la Russie des soviets, je vous l'assure, mes chers collègues de droite, me répugne autant qu'à vous tous. Mais quand il s'agit d'apprécier les lois permanentes de la politique étrangère de mon pays, je ne laisse pas le bourgeois parler en moi plus fort que le patriote[33]. »
- « Les Français introduisent dans tous les problèmes des opinions arrêtées, butées, hostiles, exaspérantes parce que primaires, fondées sur un manque complet de connaissances pratiques, politiques et historiques. »

## Ouvrages
- De l'Algérie au Dahomey, Plon, 1925
- Du Pacifique à la Mer Morte, Spès, 1930
- Faisons le point, en collaboration avec Raymond Cartier, Grasset, 1931
- L'Italie nouvelle, Centre de Propagande des Républicains Nationaux, 1933
- Paris-Moscou en avion, Imprimerie Nouvelle, 1934
- Français, voici la guerre, Grasset, 1936
- Laisserons-nous démembrer la France ? Éditions de la Nouvelle revue critique, 1939
- Français, voici la vérité !, Éditions de la maison française, New York, 1942
- De Gaulle dictateur, Librairie Beauchemin, Montréal, 1945